# Wäre Gesanges voll unser Mund
 Wäre Gesanges voll unser Mund ist ein Kirchenlied mit Text von Eugen Eckert aus dem Jahr 1999 und einer Melodie von Alejandro Veciana. Das Lied gehört zu den sogenannten  Neuen Geistlichen Liedern.

## Geschichte
Der Text von „Wäre Gesanges voll unser Mund“ wurde von dem evangelischen Theologen und Pfarrer Eugen Eckert aus Frankfurt verfasst. Der Text ist abgeleitet vom hebräischen Gebet, „Nischmat Kol Chaj“ aus dem Festtäglichen Gebetbuch (der Frankfurter Haggada) von 1892. Die Melodie komponierte im selben Jahr Alejandro Veciana. Die Erstveröffentlichung erfolgte in der Chorsammlung „Die Zeit färben“. Sie sollte die Erinnerung an das jüdische Leben in Frankfurt bewahren.
Das Lied erschien in mehreren Eigenteilen des gemeinsamen deutschen katholischen Gesangbuchs Gotteslob. In der Diözese Limburg hat es die Nummer GL 814.  Es ist Teil vieler anderer Gesangbücher und Liederbücher.

## Text und Melodie
Das Lied „Wäre Gesanges voll unser Mund“ besteht aus vier Strophen, die alle mit den gleichen vier Zeilen enden, die zum Ausdruck bringen, dass, wie sehr wir auch versuchen, Gott zu preisen, es immer noch nicht ausreicht, seine Größe zu bedecken („so reichte es nicht, dich, Gott, unsern Gott, recht zu loben“).  Die ersten vier Zeilen der Strophen stellen Möglichkeiten dar, Gott zu preisen, in der ersten Strophe füllen Lieder den Mund wie das Meer und sein Brausen, in der zweiten Strophe funkeln die Augen und tanzenden Füße, in der dritten Strophe werden die Hände ausgestreckt wie Adlerflügel,  und in der letzten Strophe wird versucht, alle Vorkommnisse der Güte Gottes beim Namen zu nennen. 
Die Melodie von Veciana beginnt in e-Moll und einem 6/8-Takt. Die meisten Phrasen beginnen mit einer langen Note von 3 oder häufiger 4 Achtelnoten, gefolgt von Bewegungen in Achtelnoten. Der Refrain steht in G-Dur, endet aber offen. Der wiederholte Ruf im Refrain „dich, Gott“ („du, Gott“) ist ein Sprung um eine Quinte nach oben zu D, der höchsten Note, die über mehr als einen Takt gehalten wird.